# Cylindromyia diversa
Cylindromyia diversa là một loài ruồi trong họ Tachinidae.